# József Gelei
József Gelei, född 29 juni 1938 i Kunmadaras, är en ungersk före detta fotbollsspelare.
Han blev olympisk guldmedaljör i fotboll vid sommarspelen 1964 i Tokyo.